# Silvano Dal Seno
Silvano Dal Seno (Cologna Veneta, 10 luglio 1958) è un ex cestista italiano.

## Carriera
In Serie A ha vestito le maglie di Forlì, Fabriano, Rimini, Reggio Emilia e Cantù.
Dal novembre 2011 ricopre la carica di Presidente Provinciale FIP, comitato di Forlì-Cesena

## Palmarès
- Coppa Korać: 1

Pall. Cantù: 1990-91
- Promozione in Serie A1: 3

Libertas Forlì: 1978-79; Pall. Reggiana: 1987-88; Basket Rimini: 1991-92